# Исхокхон Ибрат
Исхокхон Ибрат настоящее имя Исхокхон Тура Джунайдулло-ходжа оглы (узб. Исҳоқхон Ибрат / Исҳоқхон Тўра Жўнайдулло-хўжа ўғли, Is'hoqxon To`ra Ibrat; род. 1862 год, кишлак Туракургон, недалеко от Намангана, Кокандское Ханство; умер: апрель 1937 года, Андижан, Узбекская ССР, СССР) — среднеазиатский, узбекский и советский путешественник, писатель, переводчик-полиглот, историк и джадидист.

## Биография
Исхокхон Ибрат родился 1862 году в кишлаке Туракургон который находился недалеко от Намангана, в Кокандском Ханстве. Начальное образование получил в местной медресе и у матери. Позднее переехав в Коканд поступил в учёбу в большое медресе. В 1886 году закончив учёбу в кокандской медресе вернулся в родной кишлак. Приехав в свой кишлак, Ибрат начинает вести просветительскую деятельность среди населения. В конце того года он открывает школу которая значительно отличалась по системе обучения от других школ, позднее школа обретает популярность и остальные местное школы переходят в систему обучения новообразованной школы Исхокхона Ибрата.
В 1887 году Исхокхон Ибрат отправляется в Мекку, для совершения хаджа. После совершения хаджа, выехав из Мекки, он некоторое время живёт в Джидде и после этого начинает своё путешествие по странам и городам Европы и Азии. В путешествии он сначала побывал в Иерусалиме и Дамаске. Доехав до Стамбула, Исхокхон Ибрат начинает путешествие по Европе. Сначала заезжает в Софию, а оттуда едет в Афины и Рим. Во время возвращения из Европы через Стамбул, он заезжает в такие города как: Багдад, Тегеран, Исфахан, Шираз и Карачи. Объездив Иран и Афганистан, Исхокхон Ибрат заезжает в Индию и живёт некоторое время в Бомбее и Калькутте. Из Индии он едет в Кашгар. Во время своих путешествий, Ибрат выучит до совершенства такие языки как: греческий, английский, турецкий, арабский, персидский, хинди и урду. Позднее выучивает и русский язык.
В 1896 году после длительного путешествия которое длилось девять лет, Исхокхон Ибрат возвращается в родной кишлак. В 1901 году он заканчивает своё произведение под названием «Лугати ситта-алсина» (рус. Словарь на шести языках [арабский-персидский-индийский-сартский(узбекский)-турецкий-русский]) и опубликует его. Именно этот словарь-пособие использовалось во всех школах джадидистов для изучения русского, арабского, персидского и других языков.
В 1912 году Ибрат заканчивает свой труд про историю письменности языков под названием «Джоме уль-хутут» и публикует книгу в редакции под названием «Матбааи Исхокия». В своих поступках и произведениях Ибрат хотел видеть свой народ образованным и просвещённым. В последующие двадцать лет своей жизни он пишет 14 научных, исторических и лингвистических книг. Среди них особенно известны такие книги как: «Тарихи Фаргона» («История Ферганы»), «Тарихи маданият» («История культуры»), «Мезон уз-замон» (Периоды в подробностях), «Забонхои шарк» («Языки востока») и др. За это время он также объединяет в один сборник под названием «Девони Ибрат» все свои стихи, скопившиеся за 30 лет поэтической жизни.
После захвата Кокандского ханства, а затем и всей Средней Азии Российской Империей, Искхокхон Ибрат выступал за техническую интеграцию Туркестана, которого принесли русские после захвата Средней Азии. Также он был ярым сторонником школ с новым методом обучения и выступал за увеличение их числа.
В конце 1920-х и начала 1930-х годов он работал на некоторых государственных должностях. В 1935 году Исхокхон Ибрат снимается со всех должностей и ему запрещается преподавать в школах. Позднее в 1937 году он арестовывается за «антисоветскую пропаганду» и заключается в тюрьму. В апреле того же года он умирает в тюрьме, которая находилась в Андижане, ему тогда было 75 лет. Место захоронения Исхокхона Ибрата не известно до сих пор.

## Память
В 2020 году был снял фильм "Ибрат" (режиссер Джахангир Касымов)